# 陳世凱
陳世凱（1977年5月12日—），中華民國政治人物，民主進步黨籍，出生於新竹市，現任交通部部長，曾任臺中市議會議員、民進黨中央常務委員、民進黨中央評議委員、賴清德總統競選總部發言人、行政院發言人。

## 從政
陳世凱大學二年級時就積極加入民主進步黨青年軍，在2000年總統選舉時擔任民進黨台中青年軍秘書長、2004年總統選舉民進黨中區青年競選總部執行長，後在立法委員簡肇棟、邱太三、蔡其昌聯合服務處擔任主任以及民進黨臺中縣黨部執行委員。

### 臺中市議員
陳世凱於2010年首度參選台中市議員即當選，為全區最高票。並連任三屆，直到2022年交棒給助理曾威並助其成功當選市議員。

#### 參選立法委員
2012年11月28日，立委顏清標因擔任臺中縣議長時期貪污而遭判刑並即刻解職，遺留任期超過一年而依法辦理補選。隨後民進黨通過徵召陳世凱參選立委補選，最終僅小輸一千多票落選。
2016年，陳世凱再度參選臺中市第二選舉區，仍敗給顏寬。

### 入閣

#### 行政院發言人
2024年總統選舉時，陳世凱出任民進黨總統參選人賴清德競選總部發言人。在其當選後，陳世凱進入卓榮泰內閣擔任行政院發言人。

#### 交通部部長
由於前交通部部長李孟諺因婚外情醜聞而辭職，行政院院長卓榮泰宣布交通部部長於2024年9月2日由陳世凱接任。

## 選舉紀錄
| 年度 | 選舉屆數             | 選舉區           | 所屬政黨   | 得票數 | 得票率 | 當選標記 | 備註 |
| ---- | -------------------- | ---------------- | ---------- | ------ | ------ | -------- | ---- |
| 2010 | 第一屆臺中市議員選舉 | 臺中市第三選舉區 | 民主進步黨 | 15,194 | 13.70% |          |      |
| 2013 | 第八屆立法委員補選   | 臺中市第二選舉區 | 民主進步黨 | 65,319 | 49.09% |          |      |
| 2014 | 第二屆臺中市議員選舉 | 臺中市第三選舉區 | 民主進步黨 | 20,219 | 17.66% |          |      |
| 2016 | 第九屆立法委員選舉   | 臺中市第二選舉區 | 民主進步黨 | 87,596 | 43.71% |          |      |
| 2018 | 第三屆臺中市議員選舉 | 臺中市第三選舉區 | 民主進步黨 | 13,007 | 11.67% |          |      |

## 外部連結
- 臺中市議會陳世凱議員介紹
- 陳世凱的Facebook專頁

| 中華民國政府職務                   | 中華民國政府職務                                  | 中華民國政府職務                   |
| ---------------------------------- | ------------------------------------------------- | ---------------------------------- |
| 行政院                             |                                                   |                                    |
| 前任： 林子倫                      | 行政院發言人 第十一任 2024年5月20日－2024年9月1日 | 繼任： 謝子涵（代理） 正任：李慧芝 |
| 前任： 陳彥伯（代理） 正任：李孟諺 | 交通部部長 第三十任 2024年9月2日－                | 現任                               |